# جورج لیندزی
جورج لیندزی (انگلیسی: George Lindsey؛ ۱۷ دسامبر ۱۹۲۸ – ۶ مهٔ ۲۰۱۲) یک بازیگر سینما، هنرپیشه، و فیلم‌نامه‌نویس اهل ایالات متحده آمریکا بود. وی بین سال‌های ۱۹۵۶ تا ۲۰۱۲ میلادی فعالیت می‌کرد.
از فیلم‌ها یا برنامه‌های تلویزیونی که وی در آن نقش داشته است می‌توان به میبری آر.اف.دی و چارلی و فرشته اشاره کرد.